# Formation de Pebas
La formation de Pebas est une unité lithostratigraphique d'âge miocène, trouvée dans l'ouest de l'Amazonie. La formation s'étend sur un million de kilomètres carrés,  comprenant une partie du Brésil, du Pérou, de l'Équateur et de la Colombie. Elle est interprétée comme représentant les gisements d'un lac ou d'une série de lacs, formés dans le bassin des forêts de la ceinture de montagnes des Andes. Elle est connue pour ses fossiles abondants d'ostracodes et de mollusques et ceux d'un groupe exceptionnellement diversifié de crocodiliens. 